# Rasta Station
Rasta Station (Rasta stasjon) er en tidligere jernbanestation på Rørosbanen, der ligger ved byområdet Rasta i Stor-Elvdal kommune i Norge. Stationen ligger ved fylkesvei 606.
Stationen åbnede som trinbræt 1. december 1882. Oprindeligt hed den Rasten, men den skiftede navn til Rasta 1. september 1922. Den blev opgraderet til station 15. december 1882. Den blev nedgraderet til trinbræt 1. januar 1986. Betjeningen med persontog ophørte 16. juni 2002, men stationen er ikke nedlagt formelt.
Stationsbygningen var en ombygget stald. Bygningen var bevaringsværdig og frem til 2009 blev den restaureret af Jernbaneverket for ca. 2 mio. NOK. 25. april 2009 blev stationsbygningen og et tilhørende udhus imidlertid ramt af brand. Da brandvæsenet ankom stod stationsbygningen i fuld lue, og der var ikke andet at gøre end at lade den brænde ned under kontrollerede forhold. En fredet banevogterbolig på stationsområdet undslap branden.